# Conseil national de villes et villages fleuris
 (décembre 2017).
Le Conseil national des villes et villages fleuris (CNVVF) est une association régie par la loi de 1901 créée le 24 avril 1972 qui doit « entreprendre et susciter toutes actions tendant à assurer le fleurissement des villes et des villages, ainsi que des bâtiments, des parcs et des jardins publics et privés »,.
Plusieurs versements de cette association sont conservés aux Archives nationales (site de Pierrefitte-sur-Seine), notamment des affiches, diplômes, photographies relatifs à l’organisation de ce concours.

## Histoire
L’association a pour objet, selon l’article 2 de ses statuts, de « concourir à la défense de l’environnement naturel et à l’amélioration du cadre de vie des villes et villages de France ». Elle entreprend des actions pour assurer et promouvoir l’accueil, le fleurissement, la propreté des villes et villages et concourt à créer un environnement de qualité favorable tant à la vie des habitants qu’à l’accueil des touristes en France.
Le CNVVF met en œuvre, en liaison étroite avec les régions, les départements et les communes, la démarche territoriale des "Villes et villages fleuris". Elle récompense les collectivités locales pour leurs efforts de valorisation des espaces végétaux et paysagers, plus généralement, pour encourager la valorisation du territoire par le biais du végétal et l’amélioration du cadre de vie. Il décerne chaque année le « Trophée du Département fleuri ».
Les statuts de l’association sont modifiés en 2001 par un vote du conseil d'administration changeant ainsi le nom de la structure qui devient le Conseil National des Villes et Villages Fleuris.

## Organisation
L’association se compose de plusieurs membres : des représentants du secteur public et des secteurs professionnels du tourisme, de l’horticulture et du paysage.
Les organes de l’association sont :
- l’Assemblée générale, qui comprend tous les membres de l’association plus quatre représentants de la Fédération Nationale des Comités Régionaux de Tourisme, quatre représentants de la Fédération Nationale des Comités Départementaux de Tourisme et un représentant de la Fédération Nationale des Offices de Tourisme – Syndicats d’Initiative ;
- le Conseil d’administration, qui se compose de 40 membres de droit et associés. Le président de droit est le membre fondateur, à savoir, le Ministre chargé du Tourisme ;
- le Bureau, qui se compose de 15 membres, est choisi par le Conseil d’administration parmi ses membres pour une durée de trois ans renouvelables.